# Dávod
Dávod ist eine ungarische Gemeinde im Kreis Baja im Komitat Bács-Kiskun. Zur Gemeinde gehört der Ortsteil Püspökpuszta.

## Geografische Lage
Dávod liegt gut 20 Kilometer südlich der Kreisstadt Baja an dem Kanal Ferenc-csatorna. Nachbargemeinden sind Csátalja im Norden und Hercegszántó im Süden.

## Sehenswürdigkeiten
- Heil- und Thermalbad
- Kalvarienberg
- Naturschutzgebiet Dávodi földvári-tó természetvédelmi terület, westlich des Ortes gelegen
- Nepomuki-Szent-János-Statue
- Römisch-katholische Kirche Magyarok Nagyasszonya, erbaut im 18. Jahrhundert  im spätbarocken Stil
- Römisch-katholische Kirche Jezús Szent Szíve, im Ortsteil Püspökpuszta
- Szentháromság-Säule

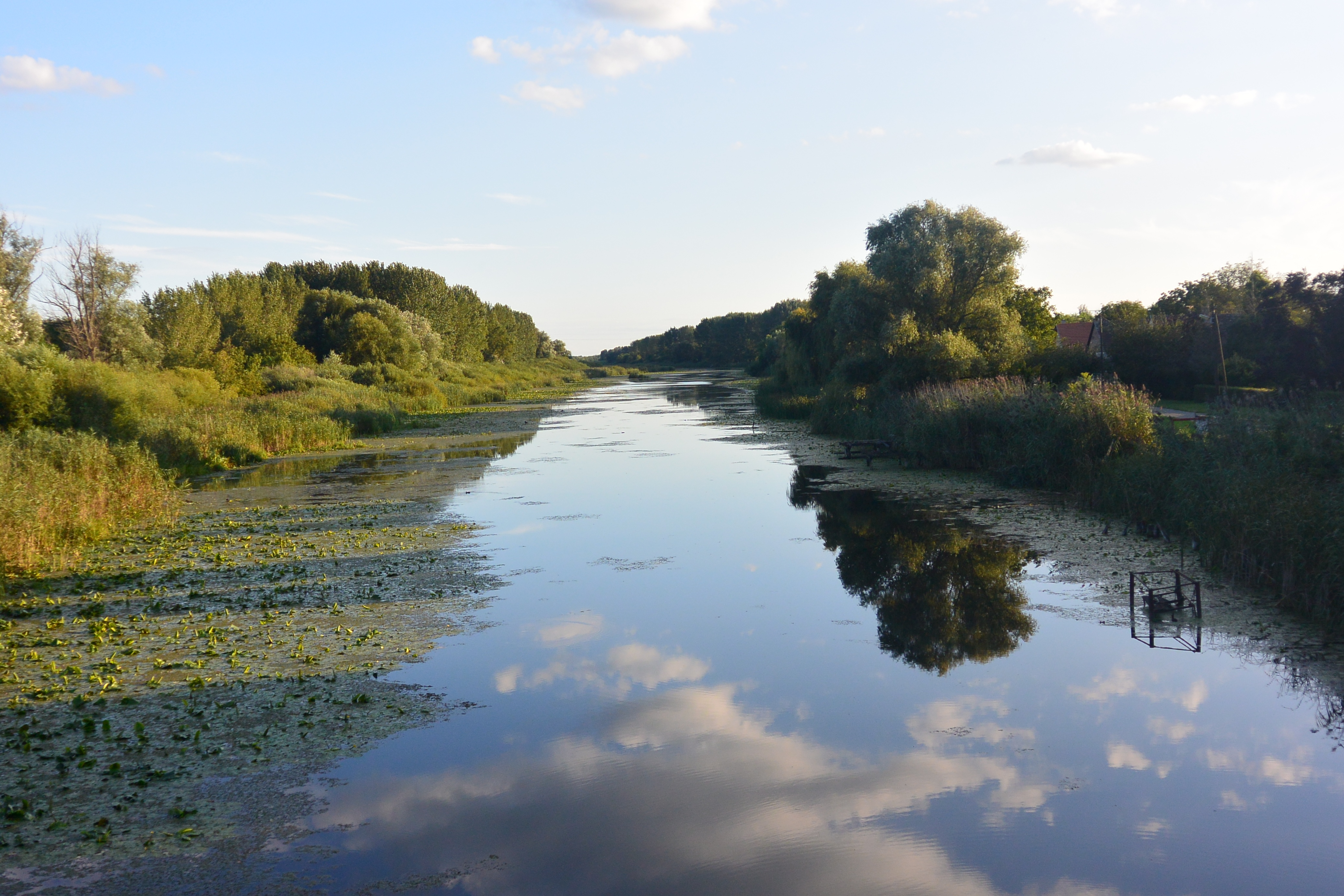
Ferenc-csatorna bei Dávod
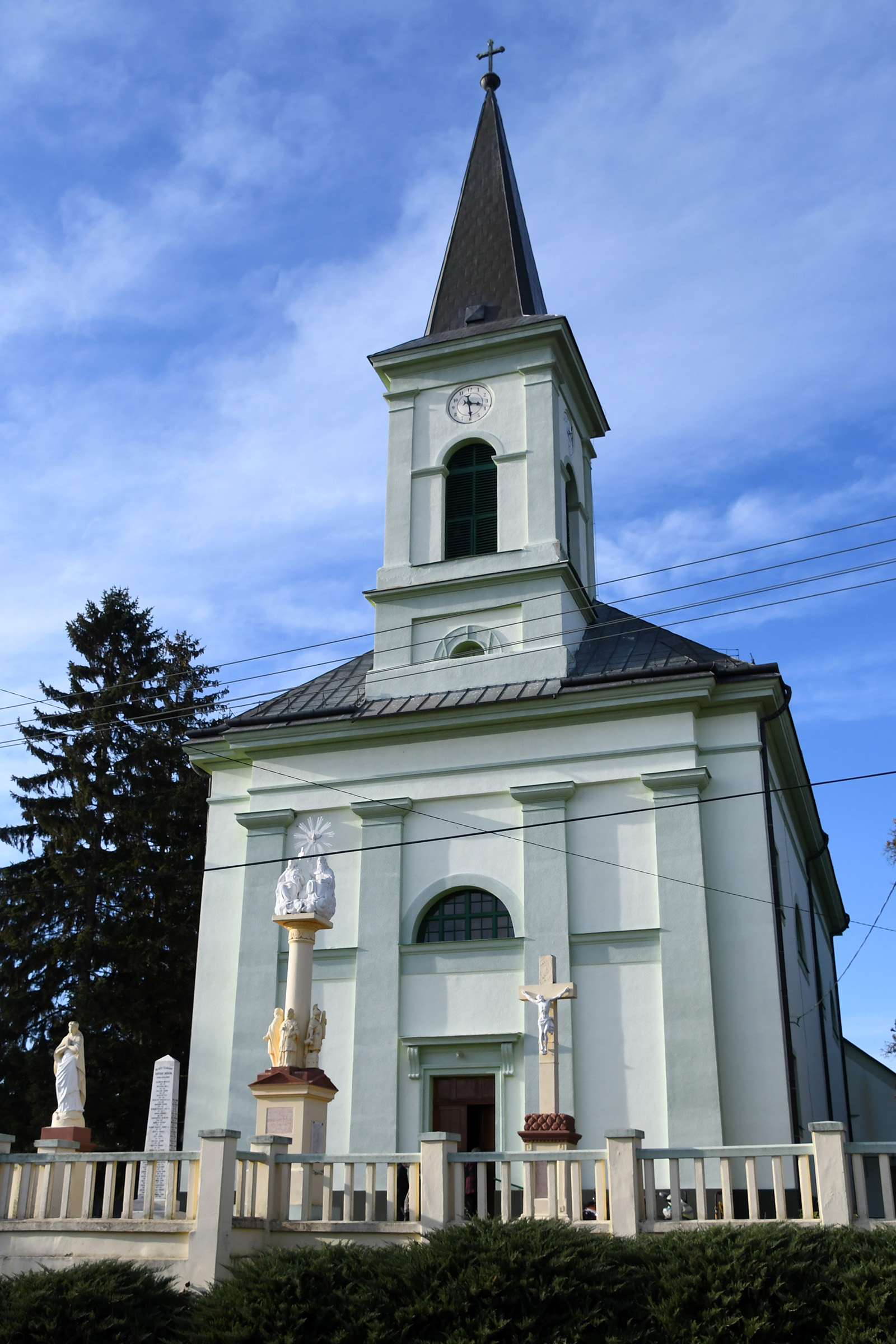
Römisch-katholische Kirche Magyarok Nagyasszonya
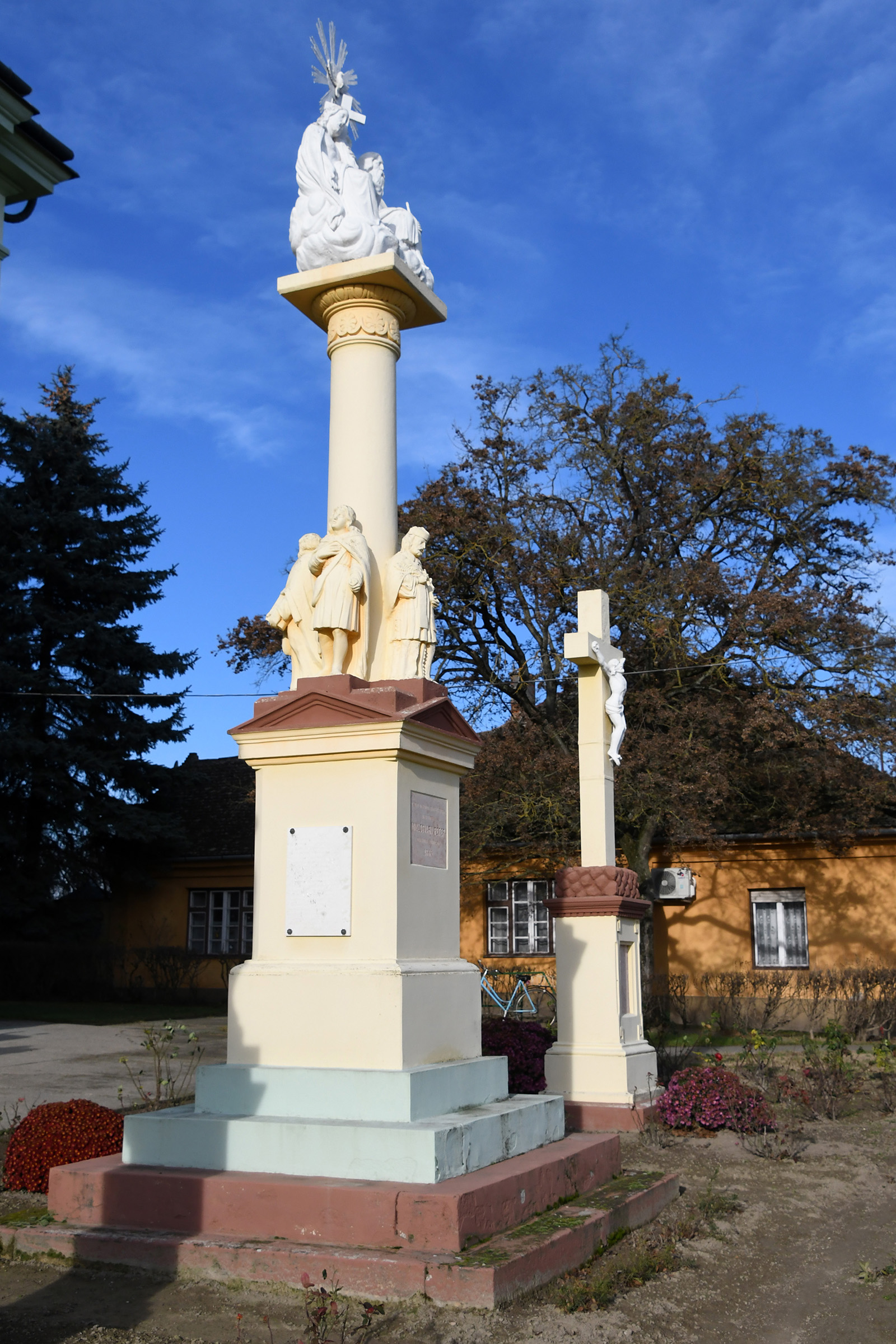
Szentháromság-Säule
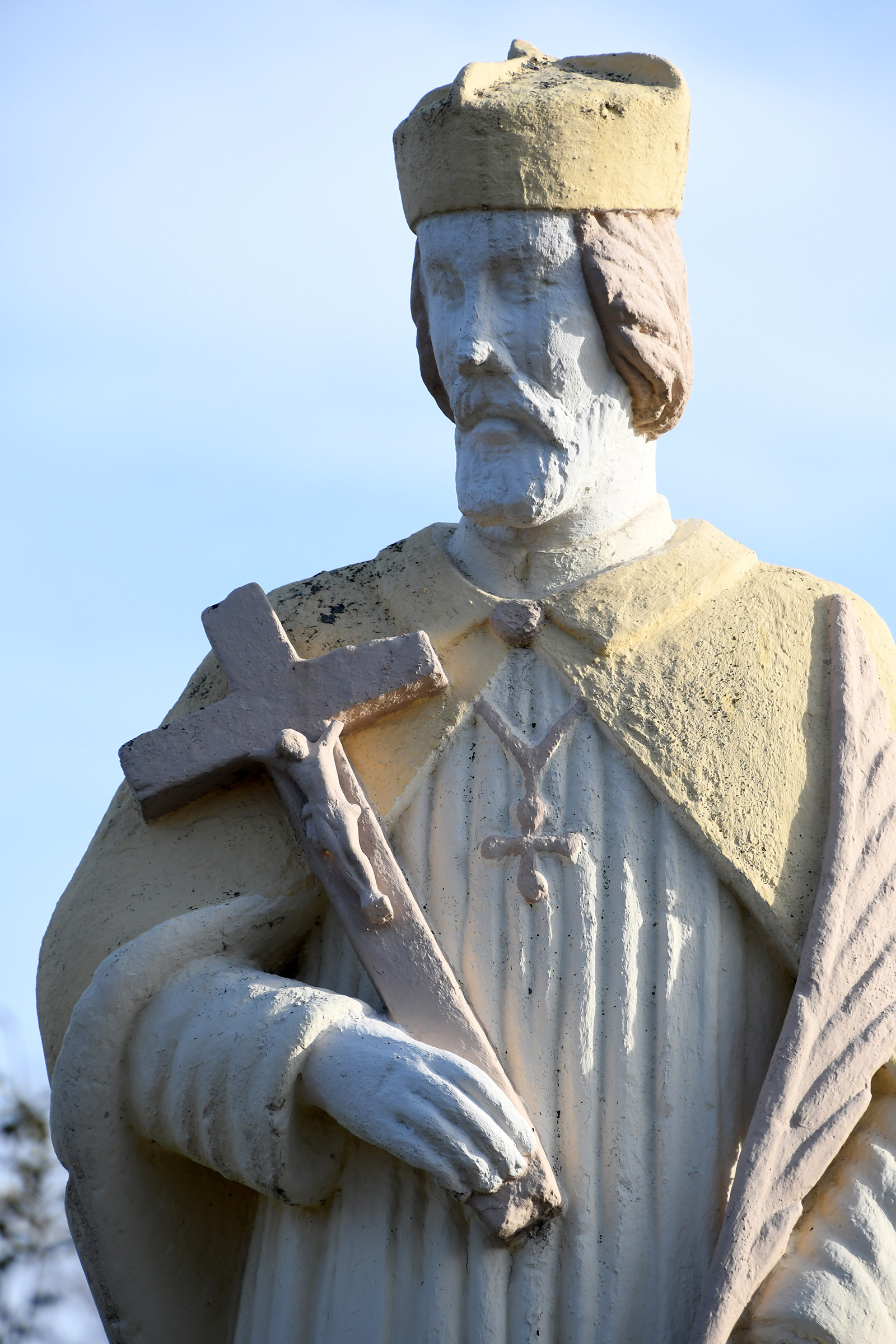
Nepomuki-Szent-János-Statue
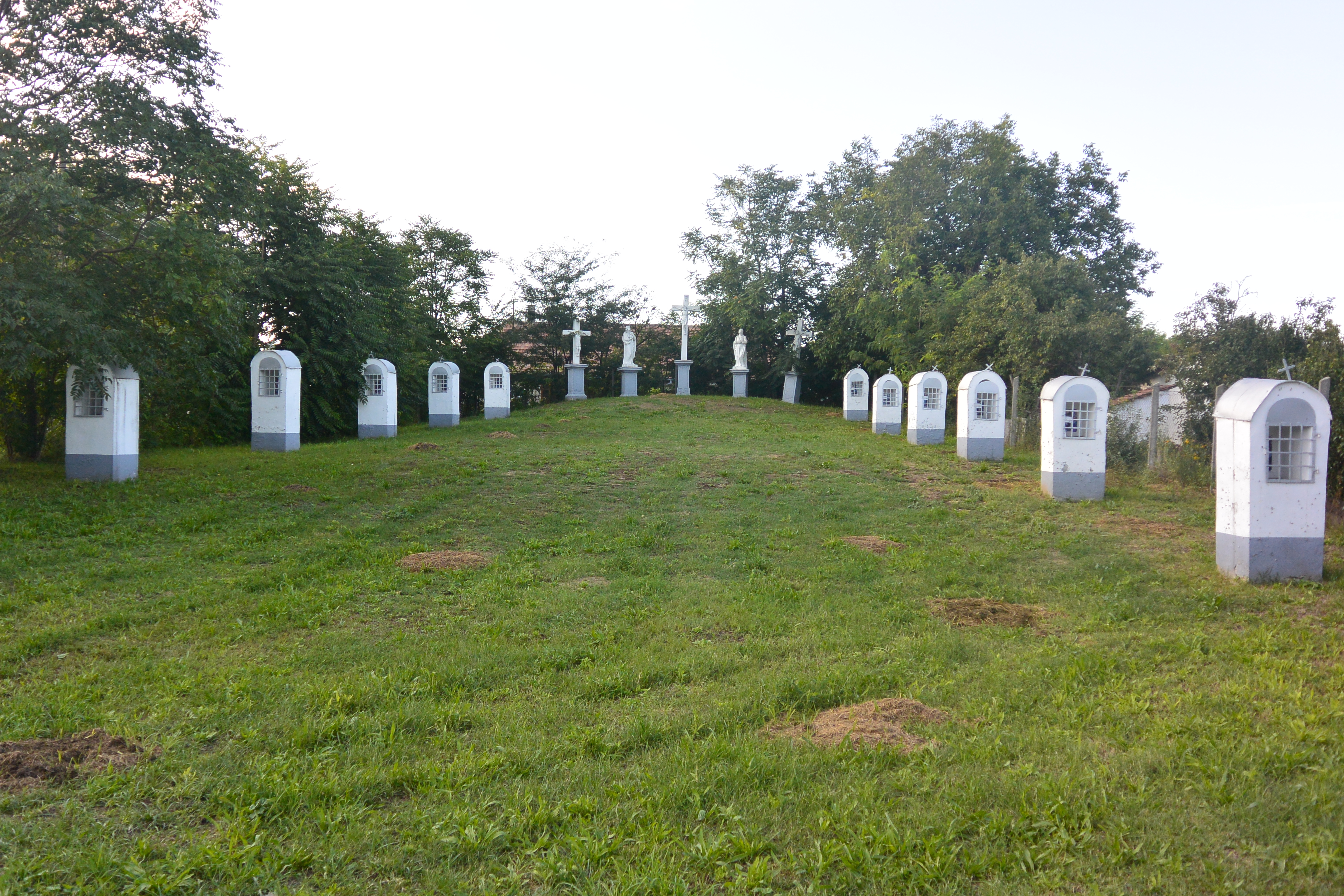
Kalvarienberg
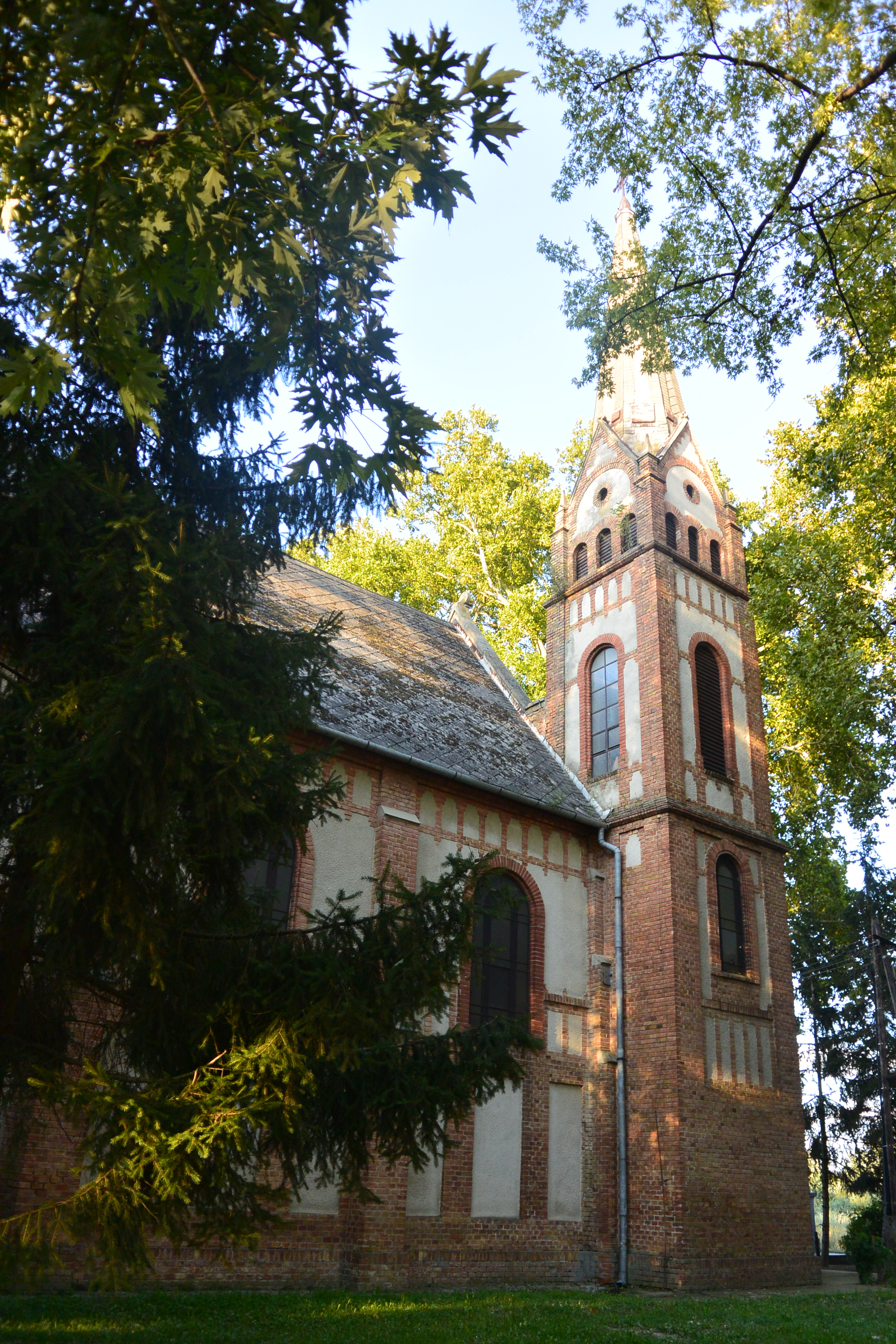
Römisch-katholische Kirche Jezús Szent Szíve

## Verkehr
Durch Dávod verläuft die Hauptstraße Nr. 51. Es bestehen Busverbindungen nach Hercegszántó sowie über Csátálya, Nagybaracska und Bátmonostor nach Baja, wo sich der nächstgelegene Bahnhof befindet.